# Primera División (Argentinien) 1965
Die Primera División 1965 war die 35. Spielzeit der argentinischen Fußball-Liga Primera División. Begonnen hatte die Saison am 18. April 1965. Der letzte Spieltag war der 14. Dezember 1965. Als Aufsteiger kamen CA Lanús sowie CA Platense aus der Primera B Nacional dazu. Die Boca Juniors beendete die Saison als Meister und konnten damit ihren Vorjahreserfolg bestätigen. Man qualifizierte sich damit wie auch das zweitplatzierte River Plate für die Copa Libertadores 1966, für die auch der CA Independiente qualifiziert war, da man die Copa Libertadores 1965 gewonnen hatte. Absteigen mussten keine Teams, da die Liga zur Folgesaison um zwei Mannschaften auf 20 Teilnehmer erweitert wurde.

## Abschlusstabelle
| Pl. | Verein                      | Sp. | S  | U  | N  | Tore    | Diff. | Punkte |
| --- | --------------------------- | --- | -- | -- | -- | ------- | ----- | ------ |
| 1.  | CA Boca Juniors (M)         | 34  | 19 | 12 | 3  | 055:300 | +25   | 50     |
| 2.  | River Plate                 | 34  | 22 | 5  | 7  | 055:240 | +31   | 49     |
| 3.  | CA Vélez Sarsfield          | 34  | 14 | 12 | 8  | 048:320 | +16   | 40     |
| 4.  | Ferro Carril Oeste          | 34  | 11 | 15 | 8  | 041:330 | +8    | 37     |
| 5.  | Estudiantes de La Plata     | 34  | 13 | 10 | 11 | 041:390 | +2    | 36     |
| 6.  | Racing Club                 | 34  | 10 | 16 | 8  | 039:350 | +4    | 36     |
| 7.  | CA Platense (N)             | 34  | 12 | 11 | 11 | 037:300 | +7    | 35     |
| 8.  | CA San Lorenzo de Almagro   | 34  | 12 | 10 | 12 | 041:350 | +6    | 34     |
| 9.  | CA Banfield                 | 34  | 11 | 12 | 11 | 034:320 | +2    | 34     |
| 10. | CA Rosario Central          | 34  | 9  | 14 | 11 | 037:390 | −2    | 32     |
| 11. | CA Newell’s Old Boys        | 34  | 9  | 14 | 11 | 029:400 | −11   | 32     |
| 12. | CA Huracán                  | 34  | 11 | 9  | 14 | 045:540 | −9    | 31     |
| 13. | CA Independiente            | 34  | 8  | 15 | 11 | 030:310 | −1    | 31     |
| 14. | Club Atlético Atlanta       | 34  | 9  | 11 | 14 | 033:420 | −9    | 29     |
| 15. | CA Lanús (N)                | 34  | 9  | 11 | 14 | 031:430 | −12   | 29     |
| 16. | Argentinos Juniors          | 34  | 10 | 8  | 16 | 041:510 | −10   | 28     |
| 17. | Gimnasia y Esgrima La Plata | 34  | 9  | 7  | 18 | 031:570 | −26   | 25     |
| 18. | Chacarita Juniors           | 34  | 5  | 14 | 15 | 032:530 | −21   | 24     |

| (M) | Vorjahres-Meister                                    |
| (N) | Vorjahres-Aufsteiger aus der Primera B Nacional 1964 |

## Meistermannschaft
| CA Boca Juniors | |
|                 | Almir Pernambuquinho, Víctor Benítez, Pedro Callá, Oswaldo da Silva, Edson Dos Santos, Néstor Errea, Benicio Ferreira, Alberto Mario González, Ernesto Grillo, Miguel Ángel Loayza, Marinho, Silvio Marzolini, Norberto Menéndez, Osvaldo Nardiello, Orlando Peçanha, Juan José Pizzuti, Antonio Rattín, Alfredo Rojas, Antonio Roma, Juan Rulli, José María Silvero, Carmelo Simeone, Paulo Valentim Trainer: Néstor Rossi |

## Torschützenliste
| Pl. | Nat.        | Spieler        | Verein                  | Tore |
| --- | ----------- | -------------- | ----------------------- | ---- |
| 1   | Argentinien | Juan Carone    | CA Vélez Sarsfield      | 19   |
| 2   | Argentinien | Eladio Zárate  | CA Huracán              | 18   |
| 3   | Argentinien | Alfredo Rojas  | CA Boca Juniors         | 17   |
| 4   | Argentinien | Oscar Más      | River Plate             | 16   |
| 5   | Argentinien | Eduardo Flores | Estudiantes de La Plata | 14   |
| 5   | Argentinien | Juan Lallana   | River Plate             | 14   |